# Clube Carnavalesco Fantoches da Euterpe
O Clube Carnavalesco Fantoches da Euterpe é um clube brasileiro situado na Rua Democrata, no Bairro Dois de Julho, na cidade de Salvador, capital do estado da Bahia. Foi fundado no ano de 1884. Hoje funciona como casa de shows.[carece de fontes?]
Fundado em 1884, o Clube Fantoches da Euterpe marco o carnaval de rua da Bahia, trazendo para avenida fantasias e carros alegóricos luxuosos. Os seus bailes carnavalescos animavam a sociedade baiana. Hoje, com 130 anos de existência, funciona como casa de shows.
O basquetebolista baiano Israel Machado Campelo Andrade iniciou sua carreira aos 15 anos no Carnavalesco Fantoches.